# Довал, Аджит
Аджит Кумар Довал (англ. Ajit Kumar Doval; род. 20 января 1945) — индийский силовик и политический деятель. Автор концепции безопасности, которую называют «доктриной Довала» (сам чиновник предпочитает говорить об «активной обороне»).

## Биография
Служил в полиции Индии, занимался контрразведкой в Кашмире, где приобрёл известность и репутацию. Участвовал в операциях против боевиков, переманивании на сторону правительства бывших лидеров сепаратистов и создании инфраструктуры безопасности в регионе. Был участником тайных операций и нелегалом, сделавшись легендой индийской разведки. В 1988 году сыграл свою роль во время кризиса вокруг захваченного Золотого Храма. В 1999 году вёл переговоры с террористами, державшими заложников в Кандагаре, Афганистан. В 2014 году стал национальным советником по безопасности. В 2016 году является советником премьер-министра и считается разработчиком новой, более жёсткой и активной политики Индии в противостоянии с Пакистаном и исламистами.
Имеет государственные награды, включая орден Кирти Чакра.